# Rodney Alcala

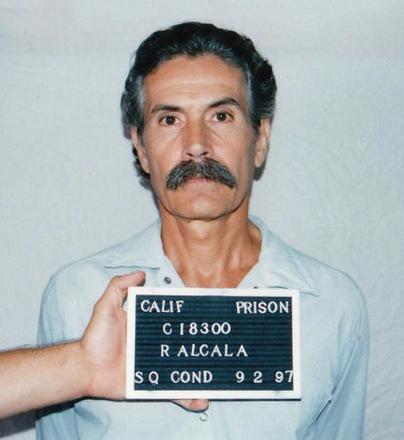
Hình ảnh trong tù của Rodney Alcala.

Rodney James Alcala (tên khai sinh là Rodrigo Jacques Alcala Buquor; sinh ngày 23 tháng 8 năm 1943 - 24 tháng 7 năm 2021) là một kẻ hiếp dâm người Mỹ và kẻ giết người hàng loạt bị kết án tử hình ở California vì năm vụ giết người ở bang đó từ năm 1977 đến 1979, và nhận thêm một bản án 25 năm tù chung thân sau khi phạm tội giết hai người ở New York vào năm 1971 và 1977. Số nạn nhân thực sự của Alcala vẫn chưa thể xác thực hết và có thể cao hơn nhiều so với thực tế.
Alcala đã sưu tập hơn 1.000 bức ảnh về phụ nữ và các cô gái tuổi teen, nhiều bức ảnh trong tư thế khiêu dâm. Năm 2016, anh ta bị buộc tội giết người phụ nữ năm 1977 được xác định là trong một trong những người được chụp trong bộ sưu tập của anh ta. Alcala được biết là đã tấn công một đối tượng nhiếp ảnh khác, và cảnh sát đã suy đoán rằng những người khác cũng có thể là nạn nhân hiếp dâm hoặc giết người.
Các công tố viên đã nói rằng Alcala "đùa giỡn" với các nạn nhân của mình, bóp cổ họ cho đến khi họ bất tỉnh, sau đó chờ đợi cho đến khi hồi sức, đôi khi lặp lại quá trình này nhiều lần trước khi giết chết họ. Một thám tử cảnh sát đã mô tả Alcala là "một cỗ máy giết người", và những người khác đã so sánh anh ta với Ted Bundy.
Alcala đôi khi được gọi là " Kẻ giết người hẹn hò " vì xuất hiện năm 1978 trong chương trình truyền hình The Dating Game giữa lúc anh ta giết người.

## Cuộc đời
Rodney Alcala được sinh ra ở Rodrigo Jacques Alcala Buquor tại San Antonio, Texas, đến Raoul Alcala Buquor và Anna Maria Gutierrez. Năm 1951, cha của Alcala chuyển gia đình đến México, sau đó bỏ rơi họ ba năm sau đó. Năm 1954, khi Alcala khoảng 11 tuổi, mẹ anh đã chuyển anh và  chị em của anh ta (hai chị em gái) đến ngoại ô Los Angeles.
Năm 1960, ở tuổi 17, Alcala gia nhập quân đội Hoa Kỳ và làm thư ký. Năm 1964, sau đó ông bị  suy nhược thần kinh - trong thời gian đó ông đã đi AWOL và đi nhờ xe từ Fort Bragg đến nhà của mẹ mình - ông được chẩn đoán bị rối loạn nhân cách chống xã hội  bởi một bác sĩ tâm thần quân đội và đã giải ngũ. Chẩn đoán khác sau này của các chuyên gia tâm thần khác nhau đề xuất tại phiên toà của ông bao gồm rối loạn mãn tính, rối loạn đường biên giới cá tính, và (từ chuyên gia giết người Vernon J. Geberth) nhân cách yêu mình thái quá ác tính với psychopathy và tánh tình dục bệnh đi kèm.

## Tiền sử phạm tội
Alcala phạm tội đầu tiên được biết đến vào năm 1968: Một người lái xe ở Los Angeles đã gọi cảnh sát sau khi nhìn thấy anh ta dụ dỗ một bé gái tám tuổi tên Tali Shapiro  vào căn hộ ở Hollywood của mình. Cô bé được tìm thấy còn sống, bị hãm hiếp và đánh đập bằng một thanh thép, nhưng Alcala đã bỏ trốn. Để trốn lệnh bắt giữ, Alcala rời khỏi bang và đăng ký vào trường điện ảnh NYU, sử dụng tên "John Berger". Năm 1971, ông có được một công việc tư vấn tại một trại nghệ thuật ở New Hampshire dành cho trẻ em bằng cách sử dụng một bí danh hơi khác, "John Burger". Vào tháng 6 năm 1971, Cornelia Michel Crilley, một tiếp viên hàng không TWA 23 tuổi, bị phát hiện cưỡng hiếp và siết cổ trong căn hộ ở Manhattan của cô. Vụ giết người của cô vẫn chưa được giải quyết cho đến năm 2011 
FBI đã thêm Alcala vào danh sách Mười người chạy trốn cần phải truy nã nhất  vào đầu năm 1971; vài tháng sau, hai đứa trẻ tham dự trại nghệ thuật nhận thấy bức ảnh của anh trên một tấm áp phích của FBI tại bưu điện. Alcala bị bắt và dẫn độ về California. Đến lúc đó, cha mẹ của Shapiro đã chuyển toàn bộ gia đình đến Mexico và từ chối cho phép cô làm chứng tại phiên tòa của Alcala. Không thể kết án anh ta về tội hiếp dâm và cố gắng giết người mà không có nhân chứng chính của họ, các công tố viên đã buộc phải cho phép Alcala nhận tội với một tội danh tấn công nhẹ hơn.
Alcala đã được tạm tha sau mười bảy tháng, vào năm 1974, theo chương trình " tuyên án không xác định " phổ biến vào thời điểm đó, cho phép các ủy ban tạm tha thả những người phạm tội ngay khi họ chứng minh bằng chứng phục hồi. Chưa đầy hai tháng sau khi được thả, anh ta đã bị bắt lại sau khi hành hung một bé gái 13 tuổi được xác định trong hồ sơ tòa án là "Julie   J. ", người đã chấp nhận những gì cô nghĩ sẽ là một chuyến đi đến trường. Một lần nữa, anh ta được tạm tha sau khi phục vụ hai năm của một "bản án không xác định".
Vào năm 1977, sau khi phát hành lần thứ hai của Alcala, nhân viên tạm tha ở Los Angeles của ông đã thực hiện một bước bất thường là cho phép một người phạm tội lặp đi lặp lại và có nguy cơ chuyến bay được biết đến khi tới thành phố New York. Các nhà điều tra vụ án lạnh NYPD hiện tin rằng một tuần sau khi đến Manhattan, Alcala đã giết Ellen Jane Hover, 23 tuổi, con gái của chủ hộp đêm nổi tiếng Hollywood Ciro và con gái đỡ đầu của Dean Martin và Sammy Davis Jr. chôn cất trong khuôn viên của điền trang Rockefeller ở hạt Westchester.
Năm 1978, Alcala làm việc một thời gian ngắn tại Los Angeles Times với tư cách là một người sắp chữ, và được các thành viên của đội đặc nhiệm Hillside Strangler phỏng vấn như một phần trong cuộc điều tra về những kẻ phạm tội tình dục đã biết. Mặc dù Alcala bị loại trừ là Hillside Strangler, anh ta đã bị bắt và phục vụ một bản án ngắn vì tội tàng trữ cần sa.
Trong thời gian này, Alcala đã thuyết phục hàng trăm thanh niên nam nữ rằng anh ta là một nhiếp ảnh gia thời trang chuyên nghiệp, và chụp ảnh họ cho "danh mục đầu tư" của anh ta. Một đồng nghiệp của Times sau đó nhớ lại rằng Alcala đã chia sẻ ảnh của mình với đồng nghiệp. "Tôi nghĩ nó thật kỳ lạ, nhưng tôi còn trẻ, tôi không biết gì cả", cô nói. "Khi tôi hỏi tại sao anh ấy lại chụp ảnh, anh ấy nói rằng mẹ của họ đã hỏi anh ấy. Tôi nhớ các cô gái đã khỏa thân. " 
"Anh ấy nói anh ấy là một người chuyên nghiệp, vì vậy trong tâm trí tôi, tôi là người mẫu cho anh ấy", một người phụ nữ cho phép Alcala chụp ảnh cô ấy vào năm 1979. Danh mục đầu tư cũng bao gồm "... lây lan sau khi lây lan các cậu bé tuổi teen [khỏa thân]," cô nói. Hầu hết các bức ảnh là rõ ràng về tình dục, và hầu hết vẫn chưa được xác định. Cảnh sát sợ rằng một số đối tượng có thể là nạn nhân vụ án lạnh bổ sung.  Năm 1979, theo lời khai thử nghiệm sau đó, Alcala đã bất tỉnh và cưỡng hiếp Monique Hoyt, 15 tuổi khi cô đang tạo dáng chụp ảnh.

## Xuất hiệntrò chơi hẹn hò
Năm 1978, Alcala là thí sinh trong chương trình trò chơi nổi tiếng The Dating Game. Người dẫn chương trình Jim Lange giới thiệu anh là một "nhiếp ảnh gia thành công, người đã bắt đầu khi cha anh tìm thấy anh trong phòng tối năm 13 tuổi, phát triển đầy đủ. Giữa mất bạn có thể tìm thấy anh ta nhảy dù hoặc xe máy. "
Một thí sinh "cử nhân" đồng nghiệp sau đó đã mô tả Alcala là một "anh chàng rất lạ" với "những ý kiến kỳ quái". Alcala đã giành chiến thắng trong cuộc thi và hẹn hò với "bach Bachelorette" Cheryl Bradshaw, người sau đó đã từ chối đi chơi với anh ta vì cô thấy anh ta "đáng sợ".  Hồ sơ tội phạm Pat Brown, lưu ý rằng Alcala đã giết ít nhất ba phụ nữ sau khi xuất hiện Trò chơi hẹn hò của anh ta, suy đoán rằng sự từ chối này có thể là một yếu tố làm trầm trọng thêm. "Người ta tự hỏi điều gì đã làm trong tâm trí anh ta", Brown nói. "Đó là điều mà anh ấy sẽ không làm quá tốt. [Kẻ giết người hàng loạt] không hiểu từ chối. Họ nghĩ rằng có điều gì đó không ổn với cô gái đó: 'Cô ấy chơi tôi. Cô chơi hết mình để có được. '"

## Samsoe giết người và hai thử nghiệm đầu tiên
Robin Samsoe, một cô bé 12 tuổi ở Huntington Beach, đã biến mất ở đâu đó giữa bãi biển và lớp học múa ba lê của cô vào ngày 20 tháng 6 năm 1979. Thi thể đang phân hủy của cô được tìm thấy 12 ngày sau đó ở chân đồi Los Angeles. Bạn bè của Samsoe nói với cảnh sát rằng một người lạ đã tiếp cận họ trên bãi biển, yêu cầu chụp ảnh họ. Các thám tử lưu hành một bản phác thảo của nhiếp ảnh gia, và nhân viên tạm tha của Alcala đã nhận ra anh ta. Trong quá trình khám xét nhà mẹ của Alcala ở Công viên Monterey, cảnh sát đã tìm thấy một biên lai cho thuê cho một tủ lưu trữ ở Seattle; trong tủ khóa, họ tìm thấy đôi bông tai của Samsoe.
Alcala bị bắt vào cuối năm 1979 và bị giữ tại ngoại. Năm 1980, anh ta đã bị xét xử, bị kết án và bị kết án tử hình vì tội giết Samsoe, nhưng bản án đã bị Tòa án Tối cao California lật lại vì các bồi thẩm đã thông báo không chính xác về tội ác tình dục trước đó của anh ta. Năm 1986, sau một phiên tòa thứ hai gần như giống hệt lần đầu tiên ngoại trừ việc bỏ qua lời khai hồ sơ tội phạm trước đó, anh ta lại bị kết án và bị kết án tử hình. Một hội đồng xét xử của Tòa án phúc thẩm thứ chín đã vô hiệu hóa bản án thứ hai, một phần vì một nhân chứng không được phép hỗ trợ tranh luận của Alcala rằng nhân viên kiểm lâm công viên tìm thấy thi thể của Samsoe đã bị "thôi miên bởi các nhà điều tra của cảnh sát".

## Nạn nhân
Trong khi chuẩn bị truy tố lần thứ ba vào năm 2003, các nhà điều tra của Quận Cam, California biết rằng DNA của Alcala, được lấy mẫu theo luật mới của tiểu bang  về sự phản đối của anh ta), phù hợp với tinh dịch để lại trong cảnh cưỡng hiếp của hai phụ nữ ở Los Angeles. Bằng chứng bổ sung, bao gồm một trận đấu DNA trường hợp lạnh khác vào năm 2004, đã dẫn đến cáo trạng của Alcala về vụ giết hại bốn phụ nữ khác: Jill Barcomb, 18 tuổi, một người bỏ trốn ở New York đã phát hiện "cuộn tròn như một quả bóng" trong khe núi Los Angeles năm 1977, và ban đầu được cho là nạn nhân của Hillside Strangler; Georgia Wixted, 27 tuổi, bị mờ trong căn hộ ở Malibu năm 1977; Charlotte Lamb, 31 tuổi, bị hãm hiếp, siết cổ và bỏ lại trong phòng giặt ủi của một khu chung cư El Segundo năm 1978; và Jill Parenteau, 21 tuổi, bị giết trong căn hộ Burbank của mình vào năm 1979.
Tất cả các thi thể được tìm thấy "đặt ra... ở những vị trí được lựa chọn cẩn thận". Một đôi bông tai khác được tìm thấy trong tủ lưu trữ Seattle của Alcala có dư lượng khớp với DNA của Lamb.
Trong thời gian bị giam giữ giữa các thử nghiệm thứ hai và thứ ba, Alcala đã viết và tự xuất bản một cuốn sách, You, Jury, trong đó anh ta tuyên bố vô tội trong vụ án Samsoe và đề nghị một nghi phạm khác. Anh ta cũng đã đệ trình hai vụ kiện chống lại hệ thống hình phạt ở California, vì một sự cố trượt ngã và từ chối cung cấp cho anh ta một chế độ ăn ít chất béo.

## Thử nghiệm thứ ba (tham gia)
Năm 2003, các công tố viên đã tham gia một phong trào tham gia cáo buộc Samsoe với những người trong số bốn nạn nhân mới được phát hiện. Luật sư của Alcala đã tranh luận về nó; như một trong số họ giải thích: "Nếu bạn là bồi thẩm và bạn nghe một vụ án giết người, bạn có thể có nghi ngờ hợp lý, nhưng rất khó để nói rằng bạn có nghi ngờ hợp lý đối với cả năm, đặc biệt là khi bốn trong số năm 'bị cáo buộc bởi các nhân chứng nhưng được chứng minh bằng các trận đấu DNA. "  Vào năm 2006, Tòa án Tối cao California đã ra phán quyết có lợi cho công tố, và vào tháng 2 năm 2010, Alcala đã đứng ra xét xử về năm cáo buộc đã tham gia.
Đối với phiên tòa thứ ba, Alcala được bầu làm luật sư riêng. Anh ta tự mình đứng ra bảo vệ, và trong năm giờ đóng vai trò của cả người thẩm vấn và nhân chứng, tự đặt câu hỏi (tự gọi mình là "ông Alcala" bằng giọng trầm hơn bình thường), rồi trả lời họ. Trong buổi tự hỏi và trả lời kỳ quái này, anh nói với các bồi thẩm, thường là trong một câu nói đơn điệu lan man, rằng anh đang ở Knott's Berry Farm xin việc làm nhiếp ảnh gia vào thời điểm Samsoe bị bắt cóc. Anh ta đã cho ban giám khảo thấy một phần của sự xuất hiện năm 1978 của anh ta trong Trò chơi hẹn hò trong một nỗ lực để chứng minh rằng đôi bông tai được tìm thấy trong tủ đồ Seattle của anh ta không phải của anh ta, không phải của Samsoe. Jed Mills, nam diễn viên từng cạnh tranh với Alcala trong chương trình, nói với một phóng viên rằng hoa tai chưa phải là một điểm nhấn được xã hội chấp nhận cho nam giới vào năm 1978. "Tôi chưa bao giờ thấy một người đàn ông đeo khuyên tai vào tai", anh nói. "Tôi sẽ nhận thấy chúng trên anh ta".
Alcala không có nỗ lực đáng kể nào để tranh chấp bốn cáo buộc bổ sung, ngoài việc khẳng định rằng anh ta không thể nhớ việc giết bất kỳ người phụ nữ nào. Là một phần trong cuộc tranh luận cuối cùng của anh ấy, anh ấy đã chơi bài hát " Alice's Restaurant " của Arlo Guthrie, trong đó nhân vật chính nói với một bác sĩ tâm thần rằng anh ấy muốn "giết". Sau khi cân nhắc chưa đầy hai ngày, bồi thẩm đoàn đã kết án anh ta về tất cả năm tội giết người cấp độ một. Một nhân chứng bất ngờ trong giai đoạn hình phạt của phiên tòa là Tali Shapiro, nạn nhân đầu tiên được biết đến của Alcala.
Richard Rappaport, một bác sĩ tâm thần được Alcala trả tiền và là nhân chứng quốc phòng duy nhất, đã làm chứng rằng rối loạn nhân cách ranh giới có thể giải thích cho những tuyên bố của Alcala rằng anh ta không có ký ức về vụ giết người. Công tố viên lập luận rằng Alcala là một "kẻ săn mồi tình dục", người "biết những gì mình đang làm là sai và không quan tâm". Vào tháng 3 năm 2010, Alcala đã bị kết án tử hình lần thứ ba.

## Hình ảnh không xác định
Vào tháng 3 năm 2010, Sở cảnh sát Huntington Beach và Sở cảnh sát thành phố New York đã phát hành 120 bức ảnh của Alcala và tìm kiếm sự giúp đỡ của công chúng trong việc xác định chúng, với hy vọng xác định liệu có bất kỳ phụ nữ và trẻ em nào anh chụp ảnh là nạn nhân bổ sung hay không. Khoảng 900 bức ảnh bổ sung không thể được công khai, cảnh sát cho biết, vì chúng quá rõ ràng về tình dục. Trong vài tuần đầu tiên, cảnh sát báo cáo rằng khoảng 21 phụ nữ đã tiến tới để nhận dạng chính họ, và "ít nhất sáu gia đình" cho biết họ tin rằng họ đã nhận ra những người thân yêu đã "biến mất nhiều năm trước và không bao giờ được tìm thấy".
Không có bức ảnh nào có mối liên hệ rõ ràng với trường hợp người mất tích hoặc vụ giết người chưa được giải quyết  cho đến năm 2013 khi một thành viên trong gia đình nhận ra bức ảnh của Christine Thornton, 28 tuổi, người được tìm thấy ở bang Utah năm 1982 (xem bên dưới).

## Các hiệp hội, cáo buộc và kết án bổ sung

### Bang New York
Sau khi bị kết án năm 2010, chính quyền New York tuyên bố rằng họ sẽ không còn theo đuổi Alcala nữa vì tình trạng của anh ta là một bản án đang chờ thi hành án. Tuy nhiên, vào tháng 1 năm 2011, một bồi thẩm đoàn Manhattan đã truy tố anh ta về vụ giết người Cornelia Crilley, tiếp viên hàng không TWA và Ellen Hover, người thừa kế của Ciro, vào năm 1971 và 1977, tương ứng. Vào tháng 6 năm 2012, anh ta bị dẫn độ về New York, nơi anh ta bước vào không nhận tội trong cả hai tội danh.
Vào tháng 12 năm 2012, anh ta đã thay đổi cả hai lời bào chữa thành tội lỗi, với lý do muốn quay trở lại California để theo đuổi kháng cáo về bản án tử hình của mình. Vào ngày 7 tháng 1 năm 2013, một thẩm phán ở Manhattan đã kết án Alcala thêm 25 năm với cuộc sống. Hình phạt tử hình không phải là một lựa chọn ở bang New York kể từ năm 2007 

### bang Washington
Năm 2010, cảnh sát Seattle đã gọi Alcala là "người quan tâm" trong các vụ giết người chưa được giải quyết của Antoinette Wittaker, 13 tuổi vào tháng 7 năm 1977 và Joyce Gaunt, 17 tuổi vào tháng 2 năm 1978. Alcala đã thuê tủ lưu trữ ở khu vực Seattle, trong đó các nhà điều tra sau đó đã tìm thấy đồ trang sức thuộc về hai nạn nhân ở California của ông vào năm 1979. Các trường hợp cảm lạnh khác được báo cáo là nhắm mục tiêu tái đầu tư ở California, New York, New Hampshire và Arizona.

### San Francisco
Vào tháng 3 năm 2011, các nhà điều tra tại Hạt Marin, California, phía bắc San Francisco, tuyên bố rằng họ "tin tưởng" rằng Alcala phải chịu trách nhiệm cho vụ giết hại Pamela Jean Lambson, 19 tuổi, người đã biến mất sau khi thực hiện chuyến đi tới Cầu cảng của ngư dân để gặp một người đàn ông đã đề nghị chụp ảnh cô. Cơ thể trần truồng, vùi dập của cô sau đó được tìm thấy ở Hạt Marin gần một con đường mòn đi bộ đường dài. Không có dấu vân tay hoặc DNA có thể sử dụng, các khoản phí khó có thể được nộp, nhưng cảnh sát tuyên bố rằng có đủ bằng chứng để thuyết phục họ rằng Alcala đã phạm tội.

### Kazakhstan
Vào tháng 9 năm 2016, Alcala bị buộc tội giết chết Christine Ruth Thornton, 28 tuổi, người đã biến mất vào năm 1977. Vào năm 2013, một người họ hàng đã công nhận cô là chủ đề của một trong những bức ảnh của Alcala được công bố bởi Huntington Beach PD và NYPD. Thi thể của cô được tìm thấy ở Hạt Sweetwater, bang Utah năm 1982, nhưng không được xác định cho đến năm 2015 khi DNA được cung cấp bởi người thân của Thornton khớp với các mẫu mô từ hài cốt của cô.
Alcala thừa nhận đã chụp bức ảnh này, nhưng không giết chết người phụ nữ, người đang mang thai khoảng sáu tháng tại thời điểm cô qua đời. Thornton là nạn nhân bị giết đầu tiên được cho là có liên quan đến những bức ảnh Alcala được công khai vào năm 2010  Alcala 73 tuổi được cho là "quá ốm" để thực hiện hành trình từ California đến bang Utah để đứng ra xét xử về các cáo buộc mới. Anh ta vẫn còn ở nhà tù bang California, Corcoran đang chờ kháng cáo thêm về bản án tử hình của anh ta.

## Mốc thời gian
| Năm xảy ra | Tên sự lịesụ                                                                                  | Offense; offender status/location                                          | Alias/note                 |
| ---------- | --------------------------------------------------------------------------------------------- | -------------------------------------------------------------------------- | -------------------------- |
| 1961–64    | U.S. Army                                                                                     |                                                                            |                            |
| 1968       | Graduated from UCLA                                                                           |                                                                            |                            |
| 1968       | Tali Shapiro                                                                                  | Rape, attempted murder; pleaded guilty to assault, 1971/California         |                            |
| 1968–71    | Fugitive, student NYU Film School, camp counselor                                             | New York, New Hampshire                                                    | John Berger, John Burger   |
| 1971       | Cornelia Crilley                                                                              | Murder; indicted, 2011/New York                                            |                            |
| 1971–74    | Incarcerated (Tali Shapiro conviction)                                                        | California                                                                 |                            |
| 1974       | "Julie J."                                                                                    | Parole violation, providing marijuana to minor; Convicted, 1974/California |                            |
| 1974–77    | Incarcerated ("Julie J." conviction)                                                          | California                                                                 |                            |
| 1977       | Ellen Hover                                                                                   | Murder; indicted, 2011/New York                                            | John Berger                |
| 1977       | Worked as Los Angeles Times typesetter                                                        | California                                                                 |                            |
| 1977       | Antoinette Wittaker                                                                           | Murder; suspect, Washington                                                |                            |
| 1977       | Jill Barcomb                                                                                  | Murder; convicted, 2010/California                                         |                            |
| 1977       | Questioned by FBI regarding Hover                                                             | California                                                                 | Rodney Alcala, John Berger |
| 1977       | Georgia Wixted                                                                                | Murder; convicted, 2010/California                                         |                            |
| 1977       | Pamela Jean Lambson                                                                           | Murder; accused, 2011/California                                           |                            |
| 1977       | Christine Ruth Thornton                                                                       | Murder; charged, 2016/Wyoming                                              |                            |
| 1978       | Joyce Gaunt                                                                                   | Murder; suspect/Washington                                                 |                            |
| 1978       | Interviewed by Hillside Strangler task force                                                  | California                                                                 |                            |
| 1978       | Incarcerated (marijuana possession)                                                           | California                                                                 |                            |
| 1978       | Contestant, The Dating Game                                                                   | California                                                                 |                            |
| 1978       | Charlotte Lamb                                                                                | Murder; convicted, 2010/California                                         |                            |
| 1979       | Jill Parenteau                                                                                | Murder; convicted, 2010/California                                         |                            |
| 1979       | Robin Samsoe                                                                                  | Murder; convicted, 1980, 1986, 2010/California                             |                            |
| 1979       | Arrested on suspicion of Samsoe murder                                                        | California                                                                 |                            |
| 1980       | Conviction #1, sentenced to death for Samsoe murder                                           | California                                                                 |                            |
| 1984       | Conviction #1 overturned by California Supreme Court                                          | California                                                                 |                            |
| 1986       | Conviction #2, sentenced to death for Samsoe murder                                           | California                                                                 |                            |
| 1994       | You, the Jury                                                                                 | Self-published book asserting innocence in Samsoe case                     |                            |
| 2001       | Conviction #2 overturned by the United States Court of Appeals for the Ninth Circuit          | California                                                                 |                            |
| 2003       | DNA collected, 4 additional murders discovered                                                | California                                                                 |                            |
| 2003       | Motion to join Samsoe case with 4 others proposed; contested by Alcala                        | California                                                                 |                            |
| 2006       | Case join granted by California Supreme Court                                                 | California                                                                 |                            |
| 2010       | Conviction #3, sentenced to death for murders of Samsoe, Parenteau, Lamb, Wixted, and Barcomb | California                                                                 |                            |
| 2011       | Indicted for murders of Hover, Crilley                                                        | New York                                                                   |                            |
| 2013       | Pleaded guilty and sentenced to 25 years to life for murders of Hover, Crilley                | New York                                                                   |                            |

## Phim tiểu sử
Một bộ phim tiểu sử về cuộc đời của Alcala có tựa đề Dating Game Killer được đạo diễn bởi Peter Medak và phát sóng trên mạng truyền hình Mỹ Invest Invest Discovery được sản xuất vào ngày 3 tháng 12 năm 2017.